# Planina, Kostel
Planina este o localitate din comuna Kostel, Slovenia, cu o populație de 13 locuitori.